# 463
| 463                |
| ------------------ |
| Dødsfald - Fødsler |
|                    |

| Gregoriansk kalender | 463 CDLXIII             |
| Ab urbe condita      | 1216                    |
| Armensk kalender     | I/T                     |
| Kinesiske kalender   | 3159 – 3160 壬寅 – 癸卯 |
| Etiopisk kalender    | 455 – 456               |
| Jødisk kalender      | 4223 – 4224             |
| Hindukalendere       |                         |
| - Vikram Samvat      | 518 – 519               |
| - Shaka Samvat       | 385 – 386               |
| - Kali Yuga          | 3564 – 3565             |
| Iransk kalender      | 159 BP – 158 BP         |
| Islamisk kalender    | 164 BH – 163 BH         |

Se også 463 (tal)